# بانکسیاهای اسپیسیگرا
 بانکسیاهای اسپیسیگرا (نام علمی: Banksia ser. Spicigerae) نام یک series از سرده بانکسیا است.